# Dactylispa echinata
Dactylispa echinata is een keversoort uit de familie bladkevers (Chrysomelidae). De wetenschappelijke naam van de soort werd in 1817 gepubliceerd door Leonard Gyllenhaal.